# MLS All-Star Game de 1996
A partida MLS All-Star de 1996 foi a primeira edição, o jogo envolvolveu as principais estrelas da Major League Soccer. A equipe da Conferência Leste enfrentou a Conferência Oeste no Giants Stadium, East Rutherford, em 14 de julho de 1996. A Conferência Leste venceu o jogo por 3-2, com gols de Tab Ramos, Giovanni Savarese e Steve Pittman enquanto Preki e Jason Kreis descontaram para a Conferência Oeste. O meio de campo da Conferência Oeste Carlos Valderrama foi nomeado como o melhor jogador da partida. Kevin Stott arbitrou o jogo, que foi acompanhado por 78.416 torcedores.

## Detalhes
| 14 de julho | Conferência Leste                                     | 3 – 2  | Conferência Oeste     | Giants Stadium, East Rutherford      |
|             | Ramos 14' · Giovanni Savarese 69' · Steve Pittman 88' | Report | 14' Preki · 14' Kreis | Público: 78 416 Árbitro: Kevin Stott |

| CONFERÊNCIA LESTE: |  |                   |  |     |
|                    |  |                   |  |     |
| GO                 |  | Tony Meola        |  | 45' |
| DE                 |  | Martín Vásquez    |  | 67' |
| DE                 |  | Jeff Agoos        |  |     |
| DE                 |  | Cle Kooiman       |  | 45' |
| DE                 |  | Alexi Lalas       |  |     |
| MC                 |  | Roberto Donadoni  |  | 35' |
| MC                 |  | Valderrama        |  |     |
| MC                 |  | Tab Ramos         |  | 60' |
| AT                 |  | Roy Lassiter      |  | 42' |
| AT                 |  | Wélton            |  |     |
| AT                 |  | Brian McBride     |  |     |
| Substitutos:       |  |                   |  |     |
| GO                 |  | Mark Dougherty    |  | 45' |
| DE                 |  | Steve Pittman     |  | 45' |
| MC                 |  | Marco Etcheverry  |  | 35' |
| MC                 |  | Doctor Khumalo    |  | 60' |
| AT                 |  | Giovanni Savarese |  | 42' |
| AT                 |  | Steve Rammel      |  | 67' |
| Técnico:           |  |                   |  |     |
|                    |  |                   |  |     |

| CONFERÊNCIA OESTE: |  |                     |  |     |
|                    |  |                     |  |     |
| GK                 |  | Jorge Campos        |  | 45' |
| DE                 |  | John Doyle          |  |     |
| DE                 |  | Robin Fraser        |  |     |
| DE                 |  | Dan Calichman       |  | 45' |
| MC                 |  | Preki               |  |     |
| MC                 |  | Mauricio Cienfuegos |  | 45' |
| MC                 |  | Cobi Jones          |  | 45' |
| MC                 |  | Leonel Álvarez      |  |     |
| MC                 |  | Jason Kreis         |  |     |
| AT                 |  | Eric Wynalda        |  | 45' |
| AT                 |  | Eduardo Hurtado     |  | 45' |
| Substitutos:       |  |                     |  |     |
| GK                 |  | Mark Dodd           |  | 45' |
| DF                 |  | Diego Soñora        |  | 45' |
| MF                 |  | Paul Bravo          |  | 45' |
| MF                 |  | Mark Santel         |  | 45' |
| FW                 |  | Vitalis Takawira    |  | 45' |
| FW                 |  | Mo Johnston         |  | 45' |
| Técnico:           |  |                     |  |     |
|                    |  |                     |  |     |

Melhor em Campo:
 Valderrama (Conferência Leste)